# Cratyna longitegmenta
Cratyna longitegmenta är en tvåvingeart som beskrevs av Werner Mohrig 1999. Cratyna longitegmenta ingår i släktet Cratyna och familjen sorgmyggor. Inga underarter finns listade i Catalogue of Life.